# Rudolph Christian von Bennigsen
Rudolph Christian von Bennigsen (* 1712 in Leipnitz, Kurkreis; † 3. Februar 1783 in Merseburg) war ein kursächsischer Verwaltungsjurist. Er war Kanzler der Stiftsregierung in Sachsen-Merseburg.

## Leben und Wirken
Er stammte aus der Adelsfamilie von Bennigsen, wurde auf dem Rittergut Leipnitz geboren und studierte Rechtswissenschaften an der Universität Leipzig und ab 1731 in Wittenberg. Danach war er als Appellationsrat tätig, bevor er zum Kanzler der Stiftsregierung in Merseburg ernannt wurde. 1781 veröffentlichte er Joh[ann] Gottfried Schaumburgs Einleitung zum sächsischen Rechte, mit Anführung derer neuern zeithero und bis jetzo erlassenen allerhöchsten und höchsten Mandate, Rescripte und Patente / Vermehret u. fortgesetzt durch Rudolph Christian von Bennigsen.